# Moorilla Hobart International 2007
Il Moorilla Hobart International 2007 è stato un torneo di tennis giocato sul cemento. È stata la 14ª edizione del Moorilla Hobart International, che fa parte della categoria Tier IV nell'ambito del WTA Tour 2007. Si è giocato al Hobart International Tennis Centre di Hobart in Australia dall'8 al 14 gennaio 2007.

## Campionesse

### Singolare
Anna Čakvetadze ha battuto in finale  Vasilisa Bardina con il punteggio di 6–3, 7–6(3)

### Doppio
Elena Lichovceva /  Elena Vesnina hanno battuto in finale  Anabel Medina Garrigues /  Virginia Ruano Pascual con il punteggio di 2–6, 6–1, 6–2